# Herb gminy Jastków

Herb gminy Jastków do 2017 r.

Herb gminy Jastków – jeden z symboli gminy Jastków, autorstwa Wojciecha Tutaka, ustanowiony 17 lutego 2017.

## Wygląd i symbolika
Herb przedstawia na tarczy w polu czerwonym w obu pobocznicach ukoronowane złote łby lamparcie, w podstawie srebrna pelta z odznaki legionowej.

## Historia
Do 2017 gmina posługiwała się herbem przedstawiającym srebrnego orła legionowego, umieszczonego na panoplium, składającym się z dwóch skrzyżowanych szabel, skierowanych głowniami do góry, a ostrzami na zewnątrz, w polu dwudzielnym tarczy dzielonym w słup, gdzie pole heraldyczne prawe - białe, zaś lewe barwy czerwonej. Pod orłem, dwa liście dębu barwy zielonej, połączone pośrodku żołędziem złotym, ułożone w pas. Herb gminy nawiązywał do symboliki legionowej i bitewnej. Symbolem bitewnym były dwie skrzyżowane szable, umieszczone jako "panoplia" pod orzełkiem legionowym. Na tym bowiem terenie, w dniach 31 VII - 3 VIII 1915 stoczona była bitwa, w której brali udział legioniści, i tu też znajduje się cmentarz gdzie pochowani zostali żołnierze tej formacji. Liście dębu umieszczone w dolnej części herbu, to wywodzący się z antycznej greckiej tradycji, symbol nieśmiertelnej chwały. W tym znaku, oddanej poległym legionistom za ich wierność ojczyźnie. Symbolika herbu gminy Jastków, nawiązywała ponadto do funkcjonującego na tym terenie w okresie II RP, 8 Pułku Piechoty Legionów, który we wrześniu 1939 roku, w Jastkowie, przeprowadzał koncentrację mobilizacyjną, po tym gdy zostały zbombardowane koszary tej jednostki mieszczące się na Czechowie (obecnie dzielnica Lublina).